# 백계 러시아인
백계 러시아인(러시아어: белая эмиграция)은 미국, 캐나다 등 러시아 밖에 거주하는 반볼셰비키-반소비에트파 러시아인을 칭하는 말이다. 이들은 1918년에 러시아 제국에서 혁명이 발생하자, 미국으로 이주한 후손이며 반공주의를 내세우고 있다. 알래스카주에도 이들이 거주한다. 일부는 동투르키스탄과 만주로도 도망치기도 했다.
이 중에서, 가장 유명한 인물로 러시아의 수상이였던 알렉산드르 케렌스키가 있다